# 金武火力発電所
金武火力発電所（きんかりょくはつでんしょ）は、沖縄県国頭郡金武町にある沖縄電力の石炭火力発電所。

## 発電設備
- 総出力：44万kW[1]

1号機
定格出力：22万kW
使用燃料：石炭
営業運転開始：2002年2月
2号機
定格出力：22万kW
使用燃料：石炭
営業運転開始：2003年5月